# Католицька церква в Хорватії
Като́лицька це́рква в Хорва́тії — найбільша християнська конфесія Хорватії. Складова всесвітньої Католицької церкви, яку очолює на Землі римський папа. Керується конференцією єпископів. Станом на 2004 рік у країні нараховувалося близько 3 867 000 католиків (73,53% від усього населення). Існувало 15 діоцезій, які об'єднували 1603 церковних парафій.  Кількість  священиків — 2329 (з них представники секулярного духовенства — 1496, члени чернечих організацій — 833), постійних дияконів — 1, монахів — 1018, монахинь — 3288. Окрім церкви римського обряду діє Хорватська греко-католицька церква, що налічує близько 6200 вірних (0,14 %).

## Історія

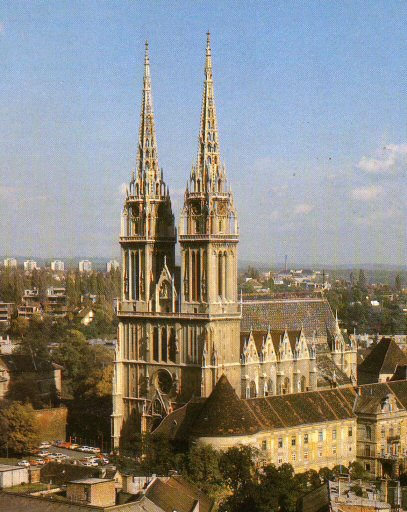
Загребський кафедральний собор

З раннього періоду існування незалежної хорватської держави (IX століття) вона було тісно пов'язане з латинським Заходом. При першому хорватському королеві Томіславі I відбулися два сплітські церковні собори, які вирішували питання про допустимість богослужіння слов'янською мовою. Незважаючи на рішення, винесені на користь латини, слов'янське богослужіння продовжувало існувати паралельно з латинським і являло собою римську месу, що служать на церковнослов'янською і з богослужбовими книгами на глаголиці. Глаголицький обряд остаточно зник з ужитку в середині XX століття.
Після Великого церковного розколу хорватська церква зберегла сопричастя з римським єпископом, незважаючи на тісні політичні зв'язки з Візантією. Після втрати країною незалежності хорватська церква користувалася істотною автономією в складі спочатку Угорського королівства, а потім Австро-Угорщини. В 1687 році хорватський парламент офіційно проголосив святого Йосипа покровителем країни.
Після розпаду Австро-Угорщини Хорватія увійшла до складу Югославії, де міжнаціональні протиріччя між хорватами-католиками, сербами-православними і боснійськими мусульманами поглиблювалися релігійними та приводили до конфліктів, останнім з яких за часом стали Війна в Хорватії (1991-1995) та Боснійська війна. В ході військових дій було зруйновано велику кількість католицьких і православних храмів. Потоки біженців (сербів з Хорватії, хорватів з Боснії та Герцеговини) привели до істотної зміни етно-конфесійної картини.
Після здобуття Хорватією незалежності була заснована Хорватська конференція католицьких єпископів. У 1997 році створено Хорватське католицьке радіо.

## Сучасний стан
Конституція країни гарантує свободу віросповідання. Католицька церква в країні не має статусу державної, хоча де-факто отримує громадське фінансування і користується від держави низкою привілеїв. Ряд католицьких свят оголошено державними (Богоявлення - 6 січня, Успіння Богородиці - 15 серпня, День всіх святих - 1 листопада, Різдво - 25 грудня, День святого Стефана - 26 грудня), проте в Конституції країни обумовлено, що громадяни, які сповідують іншу релігію, мають право замінювати католицькі свята на свята своєї конфесії, не виходячи на роботу в ці дні.
У державних школах існують уроки релігійного навчання, але вони не обов'язкові до відвідування. У країні існує Хорватське католицьке радіо, щонеділі по центральному телеканалу йде пряма трансляція меси з одного з хорватських храмів.

## Структура

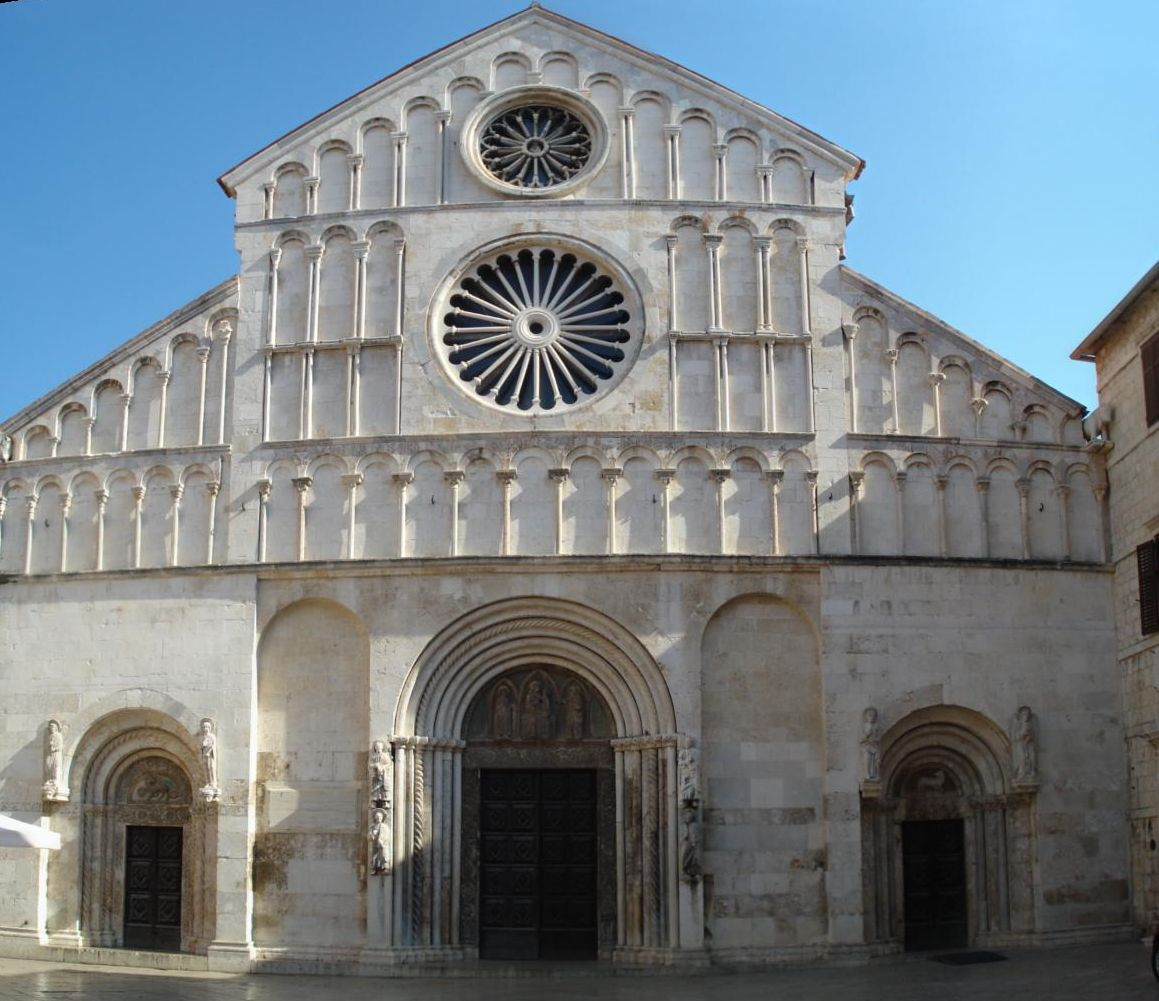
Кафедральний собор святої Анастасії в Задарі

Католицька церква в країні включає в себе 4 митрополії, одну архідієцезію прямого підпорядкування та 11 дієцезій (одна з них візантійського обряду). Примас Хорватії очолює архідієцезію-митрополію Загреб а, столиці країни. Із 2023 титул примаса Хорватії належить архієпископу Дражену Кутлеша. Архідієцезія Задара не підпорядкована жодній із чотирьох митрополій Хорватії і перебуває в прямому управлінні Святого Престолу. Архідієцезія-митрополія Спліт-Макарська має у своєму складі також і дієцезію Котора в сусідній Чорногорії. Архідієцезія Джаково-Осієк з 2008 року має у своєму складі католицьку Сремську дієцезію в Сербії. У Хорватії організований військовий ординаріат, призначений для опіки військовослужбовців-католиків. Архієпископи, єпископи і допоміжні єпископи країни входять до складу Конференції католицьких єпископів Хорватії.
Єдина греко-католицька єпархія з центром в місті Крижевці становить Хорватську греко-католицька церкву, чия юрисдикція поширюється також і на греко-католицькі парафії Боснії і Герцеговини.
Сім хорватських соборів мають почесний статус «малої базиліки»:
- Базиліка Серця Ісусового в Загребі
- Кафедральний собор Святого Петра в Джякове
- Базиліка Діви Марії в Марія-Бистриці
- Кафедральний собор святої Анастасії в Задарі
- Базиліка Діви Марії в Трсат (Рієка)
- Кафедральний собор Успіння Пресвятої Діви Марії в Поречі
- Кафедральний собор святого Якова в місті Шибеник

Базиліка Діви Марії в Марія-Бистриці і санктуарій Святого Йосипа в Дубоваце (поруч з Карловацем) мають статус національних святинь, є центрами паломництв.
Статистика по дієцезіях (дані 2004 року):
| Дієцезія                   | Дієцезія          | Статус       | Митрополія      | Обряд         | Кількість вірних | Кількість священиків | Кількість парафій | Кафедральний собор                               |
| Архідієцезія Загреба       | Zagreb            | митрополія   |                 | латинський    | 1 455 983        | 722                  | 312               | Кафедральний собор Загреба                       |
| Вараждин                   | Varaždin          | дієцезія     | Загреб          | латинський    | 373 874          | 152                  | 104               | Собор Вознесіння Діви Марії, Вараждин            |
| Беловар-Крижевці           | Bjelovar-Križevci | дієцезія     | Загреб          | латинський    |                  |                      |                   | Собор Святої Терези Авільської, Беловар          |
| Сисак                      | Sisak             | дієцезія     | Загреб          | латинський    |                  |                      |                   | Собор Воздвиження Святого Хреста, Сисак          |
| Архідієцезія Джаково-Осієк | Djakovo — Osijek  | митрополія   |                 | Латинський    | 460 310          | 267                  | 180               | Собор Святого Петра, Джаково                     |
| Пожега                     | Požega            | дієцезія     | Джаково-Осієк   | латинський    | 286 796          | 116                  | 105               | Собор святої Терези Авільської, Пожега           |
| Рієка                      | Rijeka            | митрополія   |                 | латинський    | 213 650          | 107                  | 90                | Собор святого Віта, Рієка                        |
| Госпич-Сень                | Gospić — Senj     | дієцезія     | Рієка           | латинський    | 81 000           | 51                   | 85                | Собор Благовіщення Пресвятої Діви Марії, Госпич  |
| Крк                        | Krk               | дієцезія     | Рієка           | латинський    | 36 824           | 70                   | 51                | Собор Вознесіння Пресвятої Діви Марії, Крк       |
| Дієцезія Пореч-Пула        | Poreč — Pula      | дієцезія     | Рієка           | латинський    | 168 699          | 108                  | 134               | Собор Успіння Пресвятої Діви Марії, Пореч        |
| Спліт-Макарська            | Split — Makarska  | митрополія   |                 | латинський    | 464 329          | 353                  | 186               | Собор святого Дуе, Спліт                         |
| Дубровник                  | Dubrovnik         | дієцезія     | Спліт-Макарська | латинський    | 76 500           | 89                   | 61                | Собор Вознесіння Пресвятої Діви Марії, Дубровник |
| Хвар                       | Hvar              | дієцезія     | Спліт-Макарська | латинський    | 23 019           | 45                   | 46                | Собор Святого Стефана, Хвар                      |
| Шибеник                    | Šibenik           | дієцезія     | Спліт-Макарська | латинський    | 110 500          | 102                  | 74                | Собор святого Іакова, Шибеник                    |
| Задар                      | Zadar             | архідієцезія |                 | латинський    | 158 344          | 103                  | 117               | Собор святої Анастасії, Задар                    |
| Крижевці                   | Križevci          | дієцезія     | Загреб          | візантійський | 15 311           | 38                   | 34                | Греко-католицький Собор святої Трійці, Крижевці  |